# Kim Yuna

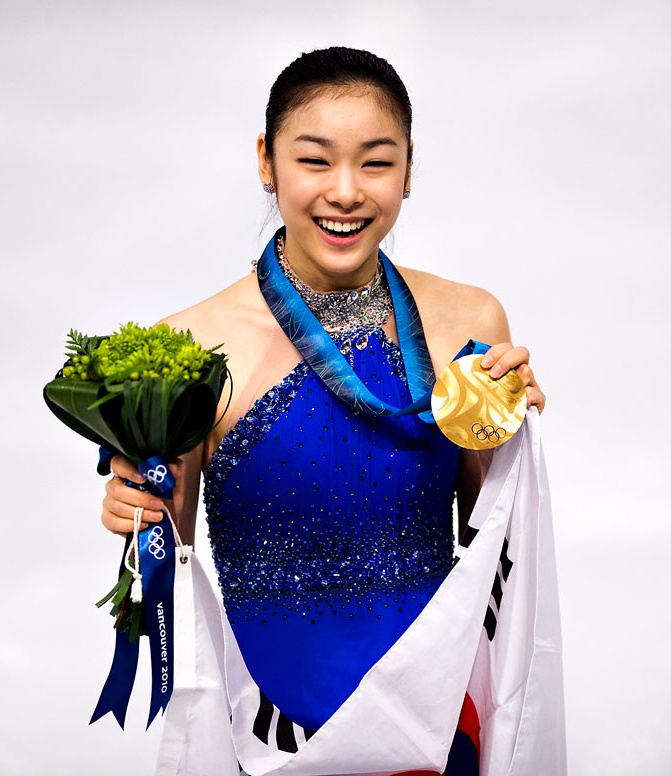
Kim Yuna in 2010

Kim Yuna (Hangul: 김연아, Hanja: 金姸兒, IPA: [kimjʌna]) (Bucheon, 5 september 1990) is een Zuid-Koreaanse kunstschaatsster die in 2010 olympisch kampioene werd en in 2009 en 2013 wereldkampioene. Na de Olympische Spelen van 2014, waar ze tweede werd, zei ze de wedstrijdsport vaarwel. Kim stond bekend om haar technisch perfecte sprongen en haar uiterst elegante en muzikale dansvaardigheden.
Kim is actief als soliste. Na getraind te zijn door Peter Oppegard en Brian Orser (de wereldkampioen van 1987) keerde ze uiteindelijk terug naar haar jeugdcoaches, Shin Hye-sook en Ryu Jong-hyeon.

## Kampioenschappen
Kim nam elf keer deel aan een internationaal kampioenschap en won elf keer een medaille. In 2005 won ze de zilveren medaille bij de meisjes op het WK voor junioren. Dit was de eerste medaille in het kunstschaatsen voor Zuid-Korea op een ISU-kampioenschap. In 2006 werd ze de eerste wereldkampioene uit Zuid-Korea in het kunstschaatsen door het WK voor junioren te winnen.
Bij haar seniorendebuut bij de wereldkampioenschappen in 2007 won ze de eerste medaille ooit voor Zuid-Korea bij de wereldkampioenschappen kunstschaatsen door derde te worden achter Miki Ando en Mao Asada. Kim won bij die gelegenheid de korte kür, maar viel tweemaal in de lange kür, waardoor ze de titel misliep. Op het WK van 2008 haalde ze opnieuw brons, ditmaal achter Mao Asada en Carolina Kostner. Bij haar eerste (en naar later bleek enige) optreden op het viercontinentenkampioenschap 2009 wist ze de titel te veroveren. Op het WK van 2009 werd ze afgetekend wereldkampioene (met een persoonlijk record op de korte kür en totaalscore) voor de Canadese Joannie Rochette en de Japanse Miki Ando. Na deze overwinning was ze de grote favoriete voor het goud op de Olympische Winterspelen van 2010. Kim maakte de hooggespannen verwachtingen meer dan waar met twee foutloze kürs, die haar drie wereldrecords opleverden: hoogste score voor de korte kür, hoogste score voor de lange kür en hoogste totaalscore (dit laatste record staat in 2016 nog steeds). Bij de wereldkampioenschappen werd ze in hetzelfde jaar tweede. In 2011 nam Kim alleen deel aan het WK, waar ze weer als tweede eindigde. Na een inactief seizoen (2011/12) nam ze in het seizoen 2012-2013 weer deel aan het WK, waar ze met twee magistrale optredens haar tweede wereldtitel behaalde, met een voorsprong van bijna 21 punten op de nummer twee, Carolina Kostner. In het seizoen 2013-2014 nam ze alleen deel aan de Olympische Winterspelen, waar ze, na de korte kür gewonnen te hebben, de tweede plaats behaalde achter de Russische winnares, Adelina Sotnikova. Deze uitslag was zeer controversieel; er waren veel mensen die vonden dat Kim de titel meer verdiende dan Sotnikova. Na de Olympische Spelen van Sotsji zei Kim de wedstrijdsport vaarwel. Volgens een in 2016 verschenen rapport van het werelddopingagentschap (WADA) is bewezen dat in de periode 2010-2014 de Russische staat op grote schaal een dopingprogramma ondersteunde. Het IOC ging hierop onderzoeken of dit ook de resultaten op de Olympische Spelen in Sotsji heeft beïnvloed en past mogelijk de uitslagen aan.
Bij de nationale kampioenschappen behaalde ze in de periode 2003-2013 negen titels en werd ze een keer derde.

## Persoonlijke records
| records             | punten | datum      | toernooi |
| ------------------- | ------ | ---------- | -------- |
| Hoogste totaalscore | 228.56 | 25-02-2010 | OS       |
| Hoogste korte kür   | 078.50 | 23-02-2010 | OS       |
| Hoogste lange kür   | 150.06 | 25-02-2010 | OS       |

## Belangrijke resultaten
| Kampioenschap                | 02/03 | 03/04 | 04/05  | 05/06 | 06/07 | 07/08 | 08/09 | 09/10  | 10/11  | 11/12 | 12/13 | 13/14  |
| ---------------------------- | ----- | ----- | ------ | ----- | ----- | ----- | ----- | ------ | ------ | ----- | ----- | ------ |
| Olympische Spelen            |       |       |        |       |       |       |       | Goud   |        |       |       | Zilver |
| Wereldkampioenschap          |       |       |        |       | Brons | Brons | Goud  | Zilver | Zilver |       | Goud  |        |
| Viercontinentenkampioenschap |       |       |        |       |       |       | Goud  |        |        |       |       |        |
| Nationaal Kampioenschap      | Goud  | Brons | Goud   | Goud  | Goud  | Goud  | Goud  | Goud   | Goud   |       | Goud  |        |
| WK junioren                  |       |       | Zilver | Goud  |       |       |       |        |        |       |       |        |

1908: Madge Syers ·
1920: Magda Julin ·
1924: Herma Plank-Szabo ·
1928: Sonja Henie ·
1932: Sonja Henie ·
1936: Sonja Henie ·
1948: Barbara Ann Scott ·
1952: Jeannette Altwegg ·
1956: Tenley Albright ·
1960: Carol Heiss ·
1964: Sjoukje Dijkstra ·
1968: Peggy Fleming ·
1972: Beatrix Schuba ·
1976: Dorothy Hamill ·
1980: Anett Pötzsch ·
1984: Katarina Witt ·
1988: Katarina Witt ·
1992: Kristi Yamaguchi ·
1994: Oksana Bajoel ·
1998: Tara Lipinski ·
2002: Sarah Hughes ·
2006: Shizuka Arakawa ·
2010: Kim Yuna ·
2014: Adelina Sotnikova ·
2018: Alina Zagitova ·
2022: Anna Sjtsjerbakova
- Gemeinsame Normdatei: 102357991X
- International Standard Name Identifier: 0000 0000 7342 4948
- Library of Congress Control Number: no2009196749
- MusicBrainz: 6cee668c-05c2-4b85-a893-4743c93980f7
- Nationale Bibliotheek van Israël: 987007370827305171
- Virtual International Authority File: 103553913
- WorldCat: E39PBJwhDcqmGcdGPFhVDkdCwC